# Facundo Cabral
 (juillet 2011).
Si vous disposez d'ouvrages ou d'articles de référence ou si vous connaissez des sites web de qualité traitant du thème abordé ici, merci de compléter l'article en donnant les références utiles à sa vérifiabilité et en les liant à la section « Notes et références ».
Facundo Cabral, né le 22 mai 1937 à La Plata, Province de Buenos Aires en Argentine et mort assassiné le 9 juillet 2011 à Ciudad de Guatemala, est un chanteur argentin.

## Biographie
Un jour avant sa naissance, son père a quitté le domicile conjugal. Il vivait avec la mère de Facundo Cabral et ses sept autres enfants, dans la maison du grand-père paternel de Facundo, qui expulsa le reste de la famille. Facundo affirmait donc être né « dans une rue » de la ville de La Plata. Il a grandi à Berisso, ville proche de La Plata. Puis la mère de Facundo et sa famille émigrèrent jusqu'à la Terre de Feu, au sud de l'Argentine. À 9 ans, il fit une fugue qui dura 4 mois, pour rencontrer à Buenos-Aires le président de la République argentin Juan Domingo Perón, car il avait entendu dire que le président « donnait du travail aux pauvres ». Avec l'assistance de plusieurs personnes, il arriva à la capitale, et réussit à s'introduire dans le Palais Présidentiel et put parler avec le président et sa femme Eva Duarte. Il dira plus tard qu'Eva Perón s'exclama alors « Enfin quelqu'un qui demande du travail, et pas une aumône ! ». Grâce à cette conversation, sa mère obtint un travail et sa famille déménagea à Tandil.
Facundo Cabral eut une enfance difficile. Il devient marginal et alcoolique, et fut emprisonné. En prison, il rencontre un jésuite nommé Simón qui lui apprend à lire et à écrire, lui fait découvrir la littérature, et l'encourage à mener des études primaires et secondaires, qu'il réalise en 3 ans seulement. Un an avant de sortir de prison, il s'échappe. Un vagabond lui fait découvrir la religion, et il se déclare libre-penseur. Peu de temps après, il commence à être connu comme chanteur et compositeur dans le monde artistique de son pays.
En 1959, il jouait de la guitare, chantait des chansons folkloriques, et était un grand admirateur des chanteurs Atahualpa Yupanqui et José Larralde. Il s'installe à Mar del Plata, station balnéaire d'Argentine, et cherche du travail dans un hôtel. Le patron, le voyant avec sa guitare, lui propose de chanter. C'est le début de sa carrière artistique. Son premier pseudonyme fut El Indio Gasparino. Par la suite, il se fait connaître sous son vrai nom.
En 1970, il enregistre la chanson No soy de aquí, ni soy de allá qui le fait connaître dans le monde. Il enregistre des disques en neuf langues, avec des chanteurs comme Alberto Cortez, Julio Iglesias, Pedro Vargas ou Neil Diamond entre autres.
Il trouve son inspiration dans le message de Jésus, Gandhi et mère Teresa de Calcutta ; il est influencé par Jorge Luis Borges et Walt Whitman. Ses chansons adoptent un ton critique, ses textes ne sont pas dénués d'humour.
Durant la Dictature militaire en Argentine (1976-1983), il était considéré comme un chanteur engagé, et dut s'exiler au Mexique où il poursuivit sa carrière artistique.
Il revient en Argentine en 1984, et réalise un grand concert au théâtre Luna Park. En 1987, il donne un concert au stade de Ferro Carril Oeste, à Buenos Aires, stade d'une capacité de 35 000 personnes.
En 1996, l'UNESCO nomme Facundo Cabral « Messager mondial de la Paix », en référence à ses nombreux messages et prises de position.
Il a habité durant ses dernières années dans des chambres d’hôtel, et estimait qu'il était préférable de ne pas accumuler de possessions personnelles. Sept mois avant sa mort, il a épousé Silvia Pousa, une psychologue vénézuélienne avec qui il vivait depuis une dizaine d'années.

### Assassinat
Il se présente à Ciudad de Guatemala le 5 juillet 2011, pour un concert à l'Expocenter du Grand Tikal Futura Hotel. Le 7 juillet, il donne son dernier concert au Teatro Roma de la ville de Quetzaltenango, et termine en interprétant No soy de aquí, ni soy de allá.
Facundo Cabral est assassiné le matin du 9 juillet 2011, à bord d'une camionnette mitraillée par des hommes non identifiés, alors qu'il se rendait à l’aéroport La Aurora de la capitale du Guatemala, où il devait prendre un avion pour le Nicaragua. L'attentat était apparemment dirigé contre l'homme d'affaires nicaraguayen Henry Fariña Fonseca, qui voyageait dans le même véhicule que Facundo Cabral parce qu'il avait proposé au chanteur de le conduire jusqu'à l'aéroport. L'homme d'affaires est grièvement blessé dans l'attaque et hospitalisé à Ciudad de Guatemala.
Cet assassinat provoque une vague d'émotion en Amérique Latine (et plus particulièrement en Argentine) traduisant l'estime que les Sud-américains lui portent.
Le 5 novembre 2011, Interpol émet un mandat d'arrêt à l'encontre de Alejandro Jiménez Gonxález, considéré comme le commanditaire de l'attentat dans lequel Facundo Cabral perdit la vie. Ce dernier (lié au Cartel de Sinaloa, au Mexique) est arrêté à Puerto Punta Albita (Colombie) le 10 mars 2012 avec de faux papiers colombiens, et emprisonné depuis dans une prison de haute sécurité au Guatemala. Henry Fariña Fonseca (mis en cause par le Nicaragua pour trafic de drogue) l'accuse d'avoir organisé l'attentat parce qu'il aurait refusé de lui vendre des boites de nuit au Costa Rica et Nicaragua. Henry Fariña Fonseca est pour sa part soupçonné de blanchiment d'argent pour le compte du cartel de Sinaloa.
En juillet 2012, les autorités du Nicaragua affirmèrent que Facundo Cabral avait été la victime collatérale d'une dispute entre Alejandro Jimenez Gonxález et Henry Fariñas, tous deux membres du gang "Los Charros" (allié à La Familia Michoacana) et impliqués dans le blanchiment de plus d'un milliard de dollars.
Henri Fariñas est plus tard condamnée à 30 ans de prison pour trafic de drogue et blanchiment d'argent.

## Discographie
- Gracias a la vida
- Facundo Cabral 2
- Sentires
- Reflexiones
- La puerta abierta (avec Alberto Cortez)
- Este es un nuevo dia
- Recuerdos de oro
- Lo Cortez no quita lo Cabral (avec Alberto Cortez)
- El oficio de cantor
- Secreto
- Época de oro (RCA Victor/Sony-BMG Music)
- Cortezías y Cabralidades
- El Carnaval Del Mundo
- Mi Vida (avec Waldo de los Ríos)
- Pateando Tachos
- Entre Dios y El Diablo
- Ferrocabral (1984, Universal Music)
- El Mundo Estaba Tranquilo Cuando Yo Nací
- No estas deprimido, estás distraído (2005, Audiolivro)
- Cantar sólo cantar / Cabral sólo Cabral 1 (2006)
- Cantar sólo cantar / Cabral sólo Cabral 2 (2006)
- El Mundo estaba bastante tranquilo cuando yo nací
- Cabralgando
- Hombre de siempre…
- Mi Vida
- Con Waldo de los Ríos
- Pateando tachos
- Entre Dios y el Diablo

## Œuvre littéraire
- Paraíso a la deriva
- Conversaciones con Facundo Cabral
- Mi Abuela y yo
- Salmos
- Borges y yo (Conversations avec Jorge Luis Borges)
- Ayer soñé que podía y hoy puedo
- Cuaderno de Facundo